# «Миннесота Твинс» в сезоне 2018
Сезон 2018 года станет для «Твинс» сто восемнадцатым в Главной лиге бейсбола и пятьдесят восьмым с момента переезда в Миннесоту. Девятый сезон команда проведёт на стадионе «Таргет Филд». «Твинс» выступают в Центральном дивизионе Американской лиги.
Главным тренером команды является Пол Молитор, генеральным менеджером — Тед Ливайн.
Первую игру в регулярном чемпионате команда провела 29 марта в гостях против «Балтимор Ориолс». Завершится сезон 30 сентября игрой на своём поле с «Чикаго Уайт Сокс».

## Межсезонье

### Изменения в составе команды
| Дата            | Событие |
| --------------- | --- |
| 6 декабря 2017  | Из «Маринерс» и «Энджелс» обменяны Давид Бануэлос и Джейкоб Пирсон. Вид компенсации будет определён в будущем                     |
| 7 декабря 2017  | Подписаны контракты младшей лиги с Грегорио Петитом, Броком Стасси и Леонардо Реджинатто                                          |
| 13 декабря 2017 | Двухлетний контракт на сумму 10 млн долларов подписан со свободным агентом Майклом Пинедой, ранее выступавшим за «Нью-Йорк Янкис» |
| 15 декабря 2017 | Подписаны контракты со свободными агентами Фернандо Роднеем, Уинстоном Сойером, Джеймсом Рэмси и Тейлором Фезерстоном             |
| 3 января 2018   | Подписан контракт младшей лиги с аутфилдером Ником Бассом                                                                         |
| 8 января 2018   | Подписан контракт младшей лиги с игроком первой базы Джорданом Пачеко                                                             |
| 15 января 2018  | Подписаны контракты с питчерами Таннером Кистом и Эддисоном Ридом                                                                 |
| 19 января 2018  | Подписаны контракты младшей лиги с Джермейном Кёртисом, Омаром Бенкомо и Джованни Херманом                                        |
| 25 января 2018  | Подписаны контракты младшей лиги с Энди Уилкинсом и Мэттом Магиллом                                                               |
| 2 февраля 2018  | Подписан контракт младшей лиги с питчером Райном Харпером                                                                         |
| 16 февраля 2018 | Подписан контракт младшей лиги с питчером Крисом Хейси, игрок получил приглашение на весенние сборы команды                       |
| 17 февраля 2018 | Майкл Пинеда помещён в список травмированных, шортстоп Джермейн Паласиос обменян в Тампу на питчера Джейка Одорицци               |
| 20 февраля 2018 | Подписан контракт с питчером Анибалом Санчесом                                                                                    |
| 23 февраля 2018 | Подписаны контракты младшей лиги с Эриком Айбаром, Брайантом Пересом и Рафаэлем Фелисом                                           |
| 28 февраля 2018 | Подписаны контракты с игроком первой базы Логаном Моррисоном                                                                      |
| 9 марта 2018    | Подписан контракт младшей лиги с центрфилдером Нельсоном Роберто                                                                  |
| 12 марта 2018   | Подписаны контракты с Лэнсом Линном и Джаредом Фостером                                                                           |
| 16 марта 2018   | Питчер Луис Гил обменян в «Нью-Йорк Янкис» на аутфилдера Джейка Кейва                                                             |
| 23 марта 2018   | Из «Лос-Анджелес Доджерс» обменян питчер Адам Брэй                                                                                |

### Предсезонная подготовка
В = Побед; П = Поражения; П% = Процент выигранных матчей; GB = Отставание от лидера; Дома = Победы/поражения дома; Выезд = Победы/поражения на выезде
| Грейпфрутовая лига  | В  | П  | П%   | GB   | Дома | Выезд |
| ------------------- | -- | -- | ---- | ---- | ---- | ----- |
| Бостон Ред Сокс     | 22 | 9  | 71,0 | —    | 12—4 | 10—5  |
| Хьюстон Астрос      | 21 | 9  | 70,0 | 0,5  | 9—6  | 12—3  |
| Балтимор Ориолс     | 17 | 12 | 58,6 | 4,0  | 7—7  | 10—5  |
| Нью-Йорк Янкис      | 18 | 13 | 58,1 | 4,0  | 8—7  | 10—6  |
| Сент-Луис Кардиналс | 17 | 13 | 56,7 | 4,5  | 7—6  | 10—7  |
| Майами Марлинс      | 15 | 13 | 53,6 | 5,5  | 9—4  | 6—9   |
| Миннесота Твинс     | 14 | 14 | 50,0 | 6,5  | 6—8  | 8—6   |
| Тампа-Бэй Рейс      | 14 | 16 | 46,7 | 7,5  | 5—10 | 9—6   |
| Детройт Тайгерс     | 13 | 15 | 46,4 | 7,5  | 6—7  | 7—8   |
| Торонто Блю Джейс   | 14 | 18 | 43,8 | 8,5  | 8—8  | 6—10  |
| Филадельфия Филлис  | 13 | 17 | 43,3 | 8,5  | 7—9  | 6—8   |
| Вашингтон Нэшионалс | 13 | 17 | 43,3 | 8,5  | 7—8  | 6—9   |
| Атланта Брэйвз      | 13 | 18 | 41,9 | 9,0  | 9—9  | 4—9   |
| Питтсбург Пайрэтс   | 11 | 19 | 36,7 | 10,5 | 7—9  | 4—10  |
| Нью-Йорк Метс       | 10 | 18 | 35,7 | 10,5 | 6—10 | 4—8   |

- В таблице не учтены результаты матчей, завершившихся вничью. Во время предсезонной подготовки команды не играют экстраиннинги.

## Регулярный чемпионат

### Положение команд
В = Побед; П = Поражения; П% = Процент выигранных матчей; GB = Отставание от лидера; Дома = Победы/поражения дома; Выезд = Победы/поражения на выезде
| Центральный дивизион | В  | П   | П%   | GB | Дома  | Выезд |
| -------------------- | -- | --- | ---- | -- | ----- | ----- |
| Кливленд Индианс     | 91 | 71  | 56,2 | —  | 49—32 | 42—39 |
| Миннесота Твинс      | 78 | 84  | 48,1 | 13 | 49—32 | 29—52 |
| Детройт Тайгерс      | 64 | 98  | 39,5 | 27 | 38—43 | 26—55 |
| Чикаго Уайт Сокс     | 62 | 100 | 38,3 | 29 | 30—51 | 32—49 |
| Канзас-Сити Роялс    | 58 | 104 | 35,8 | 33 | 32—49 | 26—55 |

## Фарм-клубы
| Уровень | Команда              | Город                | Лига                 |
| ------- | -------------------- | -------------------- | -------------------- |
| AAA     | Рочестер Ред Уингс   | Рочестер, Нью-Йорк   | Международная лига   |
| AA      | Чаттануга Лукаутс    | Чаттануга, Теннесси  | Южная лига           |
| A+      | Форт-Майерс Миракл   | Форт-Майерс, Флорида | Лига Флориды         |
| A       | Сидар-Рапидс Кернелс | Сидар-Рапидс, Айова  | Лига Среднего запада |